# Pakkotjärnen (södra)
Pakkotjärnen är en sjö i Jokkmokks kommun i Lappland och ingår i Luleälvens huvudavrinningsområde. Sjön har en area på 0,0346 kvadratkilometer och ligger 480,6 meter över havet. Pakkotjärnen ligger i Jelka-Rimakåbbå Natura 2000-område.

## Delavrinningsområde
Pakkotjärnen ingår i det delavrinningsområde (742677-167125) som SMHI kallar för Ovan Halmapjåkkå. Medelhöjden är 357 meter över havet och ytan är 12,54 kvadratkilometer. Räknas de 2 avrinningsområdena uppströms in blir den ackumulerade arean 102,56 kvadratkilometer. Pakkojåkkå som avvattnar avrinningsområdet har biflödesordning 2, vilket innebär att vattnet flödar genom totalt 2 vattendrag innan det når havet efter 200 kilometer. Avrinningsområdet består mestadels av skog (97 procent). Avrinningsområdet har 0,04 kvadratkilometer vattenytor vilket ger det en sjöprocent på 0,3 procent.